# Conus archiepiscopus
Espèce
Conus archiepiscopus est une espèce de mollusques gastéropodes marins de la famille des Conidae.
Comme toutes les espèces du genre Conus, ces escargots sont prédateurs et venimeux. Ils sont capables de « piquer » les humains et doivent donc être manipulés avec précaution, voire pas du tout.

## Distribution
Cette espèce marine est présente au large de la Tanzanie et de Madagascar.

## Taxonomie

### Publication originale
L'espèce Conus archiepiscopus a été décrite pour la première fois en 1792 par le conchyliologiste danois Christian Hee Hwass dans « Encyclopédie méthodique ou par ordre de matières Histoire naturelle des vers - volume 1 » écrite par le naturaliste français Jean-Guillaume Bruguière (1750-1798),.

### Synonymes
- Conus (Cylinder) archiepiscopus Hwass, 1792 · appellation alternative
- Conus (Cylinder) priscai Bozzetti, 2012 · non accepté
- Conus (Darioconus) biancae Bozzetti, 2010 · non accepté
- Conus biancae Bozzetti, 2010 · non accepté
- Conus communis Swainson, 1840 · non accepté
- Conus euetrios G. B. Sowerby III, 1882 · non accepté
- Conus eumitus Tomlin, 1926 · non accepté
- Conus panniculus Lamarck, 1810 · non accepté
- Conus priscai (Bozzetti, 2012) · non accepté
- Conus pyramidalis Lamarck, 1810 · non accepté
- Conus sirventi Fenaux, 1943 · non accepté
- Conus suzannae van Rossum, 1990 · non accepté
- Conus textile archiepiscopus Hwass, 1792 · non accepté
- Conus textile var. euetrios G. B. Sowerby III, 1882 · non accepté
- Conus textile var. ponderosa Dautzenberg, 1932 · non accepté
- Conus vezzarochristophei T. Cossignani, 2018 · non accepté
- Cylinder archiepiscopus (Hwass, 1792) · non accepté